# Горско Калугерово
Горско Калугерово е село в Северна България. То се намира в община Сухиндол, област Велико Търново.

## История
Името на Горско Калугерово има интересна история, която знаят всички от местните хора. Селото, което ce намира на 28 км от Севлиево и на 22 км от Павликени, e имало манастир, в който ca живеели калугери, дори и след идването на турците през ХIV в. Именно монасите дали името на селото. А Горско идва от това, че по онова време имало много гори в района. Дори турците ca наричали селището Даа Калугерово – планинско, горско село.

## Обществени институции

### Народно читалище „Просвета“
Културната институция е основана на 19 февруари 1924 г. от Иван Стефанов Пончев, Христо Р. Панев - учители и младежите Лазар Митев Иванов, Христо М. Георгиев и Христо П. Цонев. 

### Личности
В това село на 19.11.1947 г. е родена естрадната певица от 70-те години на миналия век Доника (Донка) Венкова, която понастоящем живее в София, България.
1. ↑  www.grao.bg